# Trolls : En avant la musique !
Trolls : En avant la musique ! (Trolls: The Beat Goes On!) est une série télévisée d'animation américaine créée par Matthew Beans et diffusée depuis le 19 janvier 2018 via le réseau de streaming Netflix.
En France, la série a été diffusée sur Gulli et TiJi.
La série poursuit les événements relatés dans le film Les Trolls sorti en 2016.

## Synopsis
Ça se passe après le film Les Trolls. Il raconte les aventures des trolls.

## Fiche technique
Sauf indication contraire, les informations mentionnées dans cette section peuvent être confirmées par la base de données cinématographiques IMDb,  présente dans la section « Liens externes ».
- Titre original : Trolls: The Beat Goes On!
- Titre français : Trolls : En avant la musique !
- Création : Matthew Beans
- Réalisation : Jim Mortensen, Alex Almaguer, Naz Ghodrati-Azadi et Spencer Laudiero
- Scénario : John D'Arco, Matthew Beans, Walt Dohrn, Hannah Friedman (en), Mike Mitchell et Gina Shay
- Direction artistique : Honore Gauthier
- Montage : Michael William Miles
- Musique : Alexander Geringas (en)
- Casting : Ania O'Hare et Cymbre Walk
- Production : Frank Molieri
  - Production déléguée : Matthew Beans
  - Production exécutive : Sean Patrick Rielly et Katie Ely
- Société de production : DreamWorks Animation Television
- Pays d'origine :  États-Unis
- Langue originale : anglais
- Genre : animation, fantasy, musicale
- Durée : 22 minutes

## Distribution
| - Amanda Leighton : Poppy - Kenz Hall : Poppy (générique) - Aleque Reid : Poppy (chant) - Skylar Astin : Branch / Felt Troll - Ron Funches : Cooper - David Fynn : Biggie / Mr. Dinkles - David Koechner : Bubzy - Sean T. Krishnan : Guy Diamond / Tae-Kwon-Joe - Sam Lerner : King Gristle / Mascot Plant - Kevin Michael Richardson : Smidge / Groth / Chad / Todd / Tae-Kwon-Kevin / Toby Poppits / Mr. Dinkles (voix 2) / Gary / Rufus / Snermit - Fryda Wolff : DJ Suki / Satin / Chenille / Dr Moonbloom / Laroux Laroux - Kari Wahlgren : Bridget / Bernice / Bella Brightly / Harper / Mags Gumdrop / Ripley - Walt Dohrn : Cloud Guy / Fuzzbert / Marching band leader - David Kaye : King Peppy - Pat Pinney : Nangus - Abby Ryder Fortson : Priscilla - Matt Lowe : Creek / Aspen Heitz - Gary Cole : Sky Toronto - Declan Churchill Carter : Keith - Arnie Pantoja : Archer Pastry - Sainty Nelsen : Nova Swift - Utkarsh Ambudkar : Master Control - Jonah Platt : Milton Moss - Ray Chase : Peter / Smack / Glitter troll - Chelsea Kane : Pis - Josh Peck : Bash - Adam Ray : Slamm-Oh - Jake Green : Pistil Pete - JP Karliak : Pistil Patrick - Kyla Carter : CJ Suki - Fred Tatasciore : Hank Montana - Jim Belushi : Dad Cloud - Jane Kaczmarek : Mom Cloud - Alexa Kahn : Tug Duluth - Josh Keaton : Thistle McCall/Mr. Glittercakes - Zehra Fazal : Tampani / Celine Starburst | - Kaycie Chase : Poppy / Chris - Damien Ferrette : Branche - Michaël Lelong : Branche (voix chanté) - Camille Timmerman : Brigitte - Gabriel Bismuth-Bienaimé : Roi Graillon - Emmanuel Curtil : Nuage Man / Smidge - Paolo Domingo : Guy Diamant - Camille Donda : DJ Suki / CJ Suki (2e voix, saison 6) - Namakan Koné : Cooper - Raphaël Coen : Nangus - Xavier Fagnon : Groth - Achille Orsoni : Peppy - Joachim Salinger : Biggie - Thierry Desroses : Mister Dinkles - Olivier Chauvel : Creek - Georges Caudron : Marciel Toronto - Alexia Papineschi : Satin / Chenille / Priscilla - Virginie Caliari : Bernice / Harper / Dr Plimsy / Boussole Duluth - Michaël Aragones : Buzby - Pascal Nowak : Mister contrôle - Jean Rieffel : Archer pâtisserie / Rufus - Malvina Germain : Nova la Foudre / Céline Étoile filante - Barbara Beretta : Nova la Foudre (voix chantée) - Martin Faliu : Archer - Matthieu Albertini : Tae-Kwon-Joe / Lord Mourcer Taine - Marc Arnaud : Milton (1re voix, saison 3) - Mathieu Albertini : Milton (2e voix, saison 7) - Élodie Costan : Pow - Fabrice Fara : Bringue - David Krüger : Slamm-Oh - Oscar Douieb : Gary - Emmylou Homs : CJ Suki (1re voix, saison 5) - Frédéric Souterelle : Hank Montana - Claire Baradat : Agathe - Véronique Augereau : la mère de Nuage Man - Olivier Podesta : Chardon / M. Première classe / Antonin - Marie-Charlotte Leclaire : Orphée Marshtato - Laurence Sacquet : Brindille la Prairie - Sandrine Cohen : Cybil |

- Version française :
  - Société de doublage : TitraFilm-TVS[3]
  - Direction artistique : Valérie Siclay et Fabrice Josso
  - Adaptation des dialogues : Mathieu Dumontet, Aurélie Cutayar, Viviane Lesser et Catherine Bialais
  - Adaptation des chansons et direction musicale : Claude Lombard et Olivier Podesta

 Source et légende : version française (VF) sur RS Doublage et carton de doublage Netflix.

## Épisodes

### Première saison (hiver 2018)
L'intégralité de la première saison est sortie le 19 janvier 2018.
1. Une nouvelle ère / Nuage-man (A New Bergen-ing / Laugh-Out Cloud)
2. Les Deux Fêtes / Le Petit Bout-en-train (Two-Party System / Fun Branch)
3. Le Vote royal / Les Attractions (Royal Review / Funishment)
4. Les Bergen mauvais perdants / Compétition malsaine (Bad News Bergens / Unhealthy Competition)
5. Le Jour des câlins / La semaine de Creek (Cloudy with a Chance of Hugs / Creek Week)
6. Le Donneur / Le Jour de la vocinelle (The Giver / Bellow Bug Day)

### Deuxième saison (printemps 2018)
L'intégralité de la deuxième saison est sortie le 9 mars 2018.
1. Le Jour du canular / La Garde de Mister Dinkles (Prank Day / Adventures in Dinkles-Sitting)
2. On vous tient à l'œil ! / Désolé, tu parles ! (Eye'll Be Watching You / Sorry Not Sorry)
3. Miss Poppy / La Guerre des voisins (Big Poppy / Neighbor War)
4. Le Kidnapping de la télécommande / Minou, minou, minou... (Remote Out of Control / Critter Comfort)
5. Le Poppy Horror Picture Show / Mister Dinkles, étoiles montantes (The Poppy Horror Picture Show / Dinkles Dinkles Little Star)
6. La Fête des jeux / Contes de trolls (The Party Games / Trolly Tales)
7. Mannequin modèle / La Guerre de l'oreiller (Model Behavior / Pillow War)

### Troisième saison (été 2018)
L'intégralité de la troisième saison est sortie le 24 août 2018.
1. L'Imposteur / Ami-ennemi (The Imposter / The Frenemy)
2. Arts martiaux en pays troll / Amoureuse (Hair-Jitsu / Crushin' It)
3. À la rencontre de Peppy / Organisatrice de soirée (Meet the Peppy / Party Crash Course)
4. Conte de trolls 2 / L'Arc-en-ciel de l'Apocalypse (Trolly Tales 2 / Rainbowmageddon)
5. Où est passé Guy Diamant ? / Mamie nostalgie (Coop, Where's My Guy? / Fluffleberry Quest)
6. Perdus dans les bois / La Fête à tout prix (Lost in the Woods / FOMO-OPUP)

### Quatrième saison (automne 2018)
L'intégralité de la quatrième saison est sortie le 2 novembre 2018.
1. Les Trouble-fête (Party Crashed)
2. Un week-end chez Guy Diamant / Prisonnier d'un rêve (Weekend at Diamond's / Branchception)
3. Les Stagiaires / La Liste (The Interns / The Bunker List)
4. Les Trois Trolls-quetaires / Un peu trop de zèle (Three Troll-keteers / The Helper)
5. Smidgini / DJ a du talent (Smidgician / DJ's Got Talent)
6. L'Affreuse Plante carnivore / Bisbille en famille (Peril Patch / Sibling Quibbling)
7. Les Trônes musicaux / L'Île déserte (Musical Thrones / Branch Bum)

### Cinquième saison (hiver 2019)
L'intégralité de la cinquième saison est sortie le 18 janvier 2019.
1. Le Trou de ver / Le Ver d'oreille (Wormhole/ Ear Worm)
2. La Nouvelle Vie de King Peppy / Colocation forcée (Don't Worry Be Peppy / Two's a Cloud)
3. Perte d'éclat / Nouvel hymne (Glitter Loss / New Anthem)
4. Le Côté obscur du lagon / Monsieur Première classe (Dark Side of the Langoon / Mr. Glittercakes)
5. Le Jour de la neige / Guy rate la fiesta (Snow Day / Guy Misses Out)
6. Retour vers le scrapbook / Envole-toi (Scrap to the Future / Bringing Up Birdy)

### Sixième saison (printemps 2019)
L'intégralité de la sixième saison est sortie le 9 avril 2019.
1. Journée libre / Le Nœud de l'amitié (Blank Day / Haircuffed)
2. La Fée des marshtatos / Danse le Biggie (Marshtato Fairy / Do the Biggie)
3. Ciel, c'est pas juste / Festi-câlin (Hitting the Sky Note / Hug Fest)
4. Chummy Sparkleston / Rigol-miam (Chummy Sparklestone / Giggleyum)
5. Glamping / Une fleur pour Poppy (Glamping / A Flower for Poppy)
6. L'Apprenti fêtard / Le Bal de ch'veux (The Partier's Apprentice / Hair Ball)

### Septième saison (été 2019)
L'intégralité de la septième saison est sortie le 27 août 2019.
1. Le Jeu de la statue / Les Guêpes folles-de-fête (Freeze Tag / Whimsy Wasps)
2. Fait et trop sérieux / Beaucoup d'atchoum pour rien (The Fast and the Friendliest / Much Achoo About Nothing)
3. Club des soirées pyjamas de l'extrême / Vega la Foudre (Extreme Sleepover Club / Vega Swift)
4. Le Scrapbookmobile / Les Scouts trolls (Scrapbookmobile / Troll Rangers)
5. Quoi de neuf, docteur ? / La Visite guidée de l'angoisse (Doc Doc, Who's There? / Tour Guide of Duty)
6. Troll de jeu / Flétan Cascade (Troll Playing Game / Finn Cascade)
7. Le Jour de la gemme / La Malchance de Branche (Gem Day / Bad Luck Branch)

### Huitième saison (automne 2019)
L’intégralité de la huitième saison est sortie le 22 novembre 2019.
1. La reine du château / Action ou Vérité (Queen of the Castle / Truth or Dare)
2. Action sur mesure / Conte de Trolls 3 (Friend Matching / Trolly Tales 3)
3. Les meilleurs ennemis / Festin-Ludique (Apple of My Ire / Funsgiving)
4. Des intrus dans le bunker / La chasse aux bestioles (Bunker Break-In / To Catch A Critter)
5. Le bourdon-woofer de CJ / Une journée au village des Trolls (CJ’s Wooferbug / What Did I Miss? )
6. Le procès de Creek / Futurs meilleurs amis (Tall Tail / BFFF)
7. Le rubis transmigrateur / Adieu bunker (Switcher-Ruby / Bye Bye Bunker)